# 2016年リオデジャネイロパラリンピックのブルキナファソ選手団
2016年リオデジャネイロパラリンピックのブルキナファソ選手団（2016ねんリオデジャネイロパラリンピックのブルキナファソせんしゅだん）は、2016年9月7日から9月18日までブラジルのリオデジャネイロで開催された2016年リオデジャネイロパラリンピックブルキナファソ選手団の名簿。

## 選手団
- 人員: 選手 1人
- 開会式旗手: ジャッケス・ウエドラオゴ

## 種目別選手・スタッフ名簿及び成績

### 陸上競技
- ジャッケス・ウエドラオゴ（男子100m T54 車いす）19秒32 自己ベスト 予選敗退